# Jovino Novoa Vidal
Jovino Novoa Vidal (Concepción, 1822-Santiago, 14 de febrero de 1892) fue un abogado, diplomático y político liberal chileno. Ejerció varias veces como parlamentario, además de haber sido intendente de la provincia de Valparaíso desde 1858 hasta 1860 y, luego ministro de Hacienda entre 1859 y 1861, ambos durante la administración del presidente Manuel Montt. Durante la guerra del Pacífico (1879), se desempeñó como ministro plenipotenciario en Lima, por lo cual firma el Tratado de Ancón, manteniéndose en el cargo hasta 1886. Simultáneamente funcionó como embajador de Chile en el Reino de España, firmando el Tratado Chile-España de 1883, que puso fin al estado de guerra entre ambas naciones vigente desde la guerra hispano-sudamericana (1864-1866).

## Biografía
Nació en Concepción (Chile), en 1822; hijo de Manuel Fernando Vásquez de Novoa López y Carmen Vidal Gómez.
Se casó con Mercedes Risopatrón y en segundo matrimonio se comprometió con su prima Carolina Novoa Arteaga, teniendo descendencia.
Sus estudios secundarios los realizó en el Instituto Nacional; y continuó con la carrera de derecho en la Universidad de Chile, jurando como abogado el 8 de marzo de 1845.

## Trayectoria profesional
En 1850 inició la carrera judicial como juez de Letras de San Fernando, nombrado durante los últimos años de la administración del presidente Manuel Bulnes. Y luego fue promovido como juez del Crimen de Valparaíso en 1854 e intendente de la provincia del mismo nombre, en 1858.
En 1859 fue nombrado ministro de Hacienda, cargo que sirvió desde el 3 de octubre de ese año hasta el 1 de octubre de 1861, durante el final del gobierno de Manuel Montt Torres. En este cargo suscribió el empréstito nacional para terminar el ferrocarril de Valparaíso a Santiago que se inauguró en 1859.
En 1868 defendió a la Corte Suprema de la acusación hecha en el Senado de la República y consiguió la absolución.
En 1878 fue nombrado miembro de la Facultad de Leyes de la Universidad de Chile, el 7 de mayo de ese año. En su incorporación disertó sobre El Poder Judicial, su independencia y su responsabilidad.
Tras la ocupación de Lima, fue nombrado ministro plenipotenciario en Perú, y como asesor jurídico del almirante Lynch y como depositario de la soberanía de Chile a quien representó en las negociaciones preliminares y en la firma del Tratado de Ancón, suscrito en Lima el 20 de octubre de 1883. En este período, fue comisionado también, para enviar periódicos publicados en Lima, a Santiago de Chile, durante la ocupación 1881-1885.
De regreso al país, fue nombrado vocal de Tribunales Arbitrales encargados 
de fallar sobre reclamaciones extranjeras a que dio origen la guerra del Pacífico.

## Trayectoria política
Miembro del Partido Liberal, al que sirvió, defendió y fue fiel durante toda su trayectoria política.
Fue electo diputado propietario por Valparaíso, por el período 1861-1864. Optó por Valparaíso, habiendo sido electo también por Coelemu. Ejerció como diputado reemplazante en la Comisión Permanente de Hacienda e Industria.
En las elecciones siguientes, fue reelecto diputado propietario, pero por Parral, por el período 1864-1867. No se incorporó hasta el 28 de junio de 1864. Integró la Comisión Permanente de Hacienda e Industria.
Tres años más tarde, es electo diputado propietario por Linares, para el período 1870-1873; los comicios del 3 de abril de 1870 fueron declarados nulos por la Cámara y se ordenó repetirlos. Mientras la sala consideró esta situación, funcionó presuntivamente como diputado propietario, entre otros. No prestó juramento. Según "Los constituyentes de 1870", de Justo y Domingo Arteaga Alemparte, Participó en el Congreso Constituyente de 1870, cuyo objetivo fue reformas a la Carta Fundamental de 1833.
Regresó a la Cámara baja en 1876, al resultar electo diputado propietario por Santiago, para el período 1876-1879. Integró la Comisión Permanente de Hacienda e Industria.
Nuevamente electo diputado propietario, pero por Casablanca, por el período 1879-1882. En esa ocasión, continuó integrando la Comisión Permanente de Hacienda e Industria; y fue miembro de la Comisión Conservadora para el receso 1879-1880; 1880-1881; y 1881-1882.
Durante el gobierno de Domingo Santa María, sirvió además como ministro plenipotenciario de Chile en España, cuando se suscribió en Lima el Tratado de Paz con España, donde representó a Chile; firmó por España Enrique Vallés. El anterior tratado, firmado en Madrid en 1844 había caducado con motivo de la guerra hispano-chilena de 1865.
En ese mismo tiempo, resultó elegido como senador propietario por Colchagua, período 1882-1888. Se inhabilitó para desempeñarse como tal, porque aceptó un nombramiento público y quedó comprendido en el caso de la parte final del Artículo 32 de la Constitución. (Acuerdo de 22 de septiembre de 1884. En virtud del mismo se declaró que cesaban en sus cargos de parlamentario, aquéllos que hubieren aceptado un empleo retribuído y de nombramiento exclusivo del presidente de la República).
Tras finalizar su cargo al que fue nombrado, se presentó a las parlamentarias de 1885, siendo electo diputado propietario por Talca, por el período 1885-1888. Fue diputado reemplazante en la Comisión Permanente de Constitución, Legislación y Justicia; y miembro de la Comisión Conservadora para el receso 1887-1888.
En las parlamentarias de 1888, fue reelecto senador propietario, pero esta vez de nuevo por Colchagua, para el período 1888-1894. En este periodo, integró la Comisión Permanente de Hacienda e Industria, de la que fue presidente; y fue miembro de la Comisión Conservadora para el receso 1888-1889; 1889-1890; y 1890-1891.
Falleció en Santiago, el 14 de febrero de 1892, sin lograr finalizar su periodo senatorial.